# 宪友会
宪友会是清朝末年清政府承认的全国性合法政党，成立于清末“立憲運動”时期，由預備立憲公會演化而成。其与同期的宪政实进会、政学会、辛亥俱乐部等同是中国首批合法政党。
在精神领袖梁启超的积极推动下，当时中国国内各地开始出现由谘议局领导者发起的，支持立宪的地方性政治团体。这些团体组成国会请愿同志会（預備立憲公會），爲漸進立憲主義者的集團，试图加速立宪未成。後以此為契機，促成該會作為一個全國性資產階級政黨組建起來：在宣統二年（1910年）資政院成立後，院中由各省諮議局所選出議員，如雷奮、 許鼎霖等人和勅選議員臭味不同，便集合院內外同志組織該會，號稱民黨，以實現君主立憲及責任內閣爲職志。

## 背景

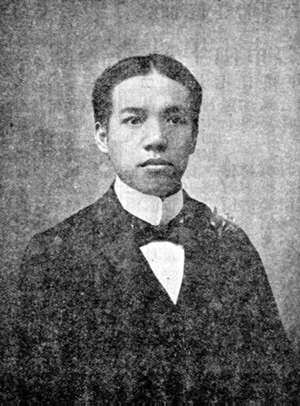
梁启超是立宪派的精神领袖

光绪年间的维新运动失败后，原本的君主立宪派代表或死或外逃，君主立宪活动暂时平复。1901年元月清政府发布上谕，宣布将要实行新政，但未有提出具体路线和方案。立宪派代表人物梁启超1901年6月7日在国外发表《立宪法议》，提出立宪的程序。
- 颁布诏书宣布立宪
- 派大臣到欧美各国考察
- 设立立法局，起草宪法
- 向国民传播宪政知识
- 公布宪法草案，经全民讨论后确定
- 20年内实行宪政

但此时梁启超本人不在权力核心，影响力有限。至1903年6月，上海各界人士召开会议商讨政事，立宪支持者龙泽厚在会上提出向政府请愿立宪，但仍未获得实质性回复。
1903年袁世凯、张之洞联衔要求朝廷对科举规模进行限制，至1905年完全废除科举。以及1904年的日俄战争，都对君主立宪起到积极的推动作用。尤其是在立宪派的眼里，日俄战争上以君主立宪为国策的日本打败了封建君主制国家俄罗斯，在他们看来这是支持君主立宪的一个有力根据。加上之前甲午战争的战败所留下的深刻印象，使得立宪制度得到上层知识分子们更强而有力的支持。另一方面，科举制度的废除和新学制的制定使得大量学生出国留学，尤其是到邻国日本，他们在彼国的经验传回祖国，一定程度上也对立宪制度起到支持作用。
这时国内的立宪派代表人物张謇、清政府的重要官员袁世凯、张之洞、周馥等人纷纷支持立宪。1906年9月1日，慈禧以光绪名义发布“仿行宪政”的上谕。上谕发布6天后的1906年9月7日，《申报》发表“预备立宪宜先组织政党”的文章，清政府也开始准备在各省设立临时议会性质的谘议局。
梁启超这时打算联合国内的宪政派张謇和朝廷重臣袁世凯、端方等人组建政党政闻社。但11月1日，张謇、郑孝胥、汤寿潜等人在上海成立预备立宪公会，这是清末最早出现的立宪团体。杨度与梁启超也发生矛盾并最终分道扬镳。终于光绪33年9月11日（1907年10月17日）成立的政闻社，因过分激进及批评清政府，不到一年时间就在国内被封杀了。同一时期，上海宪政研究会，吉林自治会，宪政公会，帝国宪政会，政闻社，广东地方自治研究社，粤商自治会，贵州自治学社，贵州宪政预备会，湖北宪政筹备会，直隶宪政研究会，福建政与会等几百个立宪团体也在全国各地成立，但依然缺乏一个全国性政党。再次遇到困难挫折的梁启超等人在这时开始认识到政党之间需要相互融合；而各地的立宪团体自身也需要一个全国性的团体以加强号召力，达到他们推动君主立宪的目的。

## 成立

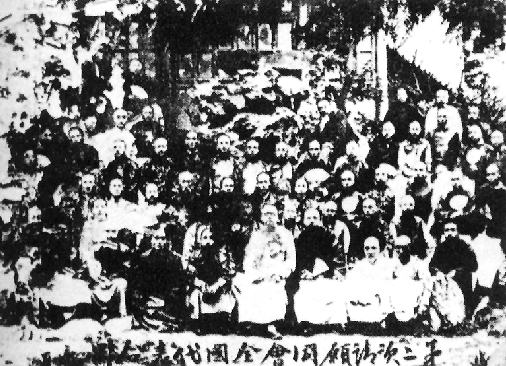
国会请愿同志会第二次请愿留念照

1908年底慈禧和光绪先后去世，宣统元年（1909年）农历九月初一各省咨议局成立。十一月中旬在时任江苏省咨议局议长的张謇倡议下，江苏、浙江等16个省的咨议局代表在上海召开联席会议，宣布成立国会请愿同志会。十二月同志会各代表入京，一月发起第一次请愿，梁启超在背后暗中支持。第一次请愿被驳回，宣统二年（1910年）五月和九月，同志会请愿代表入京进行第二次（1910年6月16日）和第三次请愿（1910年10月3日，中央资政院成立前），十月初三日清政府作出小幅度让步，同意宣统五年（1913年）召开国会。同志会仍不满意，但遭到政府勒令离开京城，十一月初国会请愿同志会被迫宣布解散。
这时各地立宪派的代表人物决定在国会请愿同志会的基础上组建政党，孙洪伊、徐佛苏、王敬芳、方还四人被推举起草党纲党规。1911年1月1日孙洪伊组织的谈话会上，代表们讨论党规、党纲草案，推举出临时干事40人负责成立大会筹备工作。参加这次会议的吴赐龄、李文熙、席绶、康士铎、彭占元、汪龙光、王敬劳、陈登山、雷奋、罗杰、易宗夔、齐树楷、张之霖、李素、牟琳、江辛、孙洪伊等17人即场被定为临时干事。暂定党派名称为“帝国统一党”。
1911年5月12日，各省谘议局联合会第二次会议在北京召开，会议经讨论决定修改党纲、党规，并推选黄远庸、雷奋、张国溶、徐佛苏为起草员。5月30日召开发起会，当时与会者有53人。此次会议正式将“宪友会”定为党名，大家推举谢远涵做临时主席，李文熙为书记。萧湘、袁金铠、康士铎、梁善济、陈登山、孙洪伊为临时干事，负责6月4日成立大会事宜。
宪友会发起组建人共有70名：陈黻宸、谢远涵、杨寿篯、雷奋、黄远庸、徐佛苏、梁善济、萧湘、李文熙、李榘、籍忠寅、谭延闿、方贞、甘德蕃、蒙经、袁金铠、高俊浵、陆鸿逵、林志钧、高登鲤、刘崇佑、窦以珏、潘之博、汤化龙、张国溶、郭志仁、赵熙、陆乃翔、罗敦融、欧阳弁元、齐树楷、李长生、恒钧、胡瑞霖、程明超、王敬芳、周树标、李良材、李新展、邢殿元、李庆芳、杨治清、林长民、余绍宋、贺维翰、陶冠禹、李承烈、席绶、王作霖、伍庄、李国珍、易宗夔、舒伟俊、何宗瀚、李素、邹树声、廖绎训、罗家衡、方子杰、张铭勋、孙洪伊、汪秉忠、何耀光、吴赐龄、陈登山、康士铎、文耀、李华炳、邹日煃、陈文中。
1911年6月4日，宪友会成立大会在北京湖广会馆举行，参会人员有一百多人。经选举雷奋、徐佛苏、孙洪伊为常务干事，籍忠寅、李文熙、谢远涵为候补常务干事。
而梁启超因被清政府通缉，张謇因在国会请愿运动中与大多数人意见不合，都没有参与进来。
宪友会成立后，马上研究在全国18个省和八旗建立支部的事情。各支部发起人如下：
- 广西：甘德蕃、蒙经；
- 湖北：汤化龙、张国溶、郑万瞻；
- 山西：梁善济、李庆芳、李华炳、李素；
- 奉天：袁金铠；
- 山东：周树标；
- 江西：邹树声、宋名璋、叶先圻、罗家衡、郭志仁、谢远涵、黄远庸；
- 福建：高登鲤、刘崇佑、林长民、林志钧；
- 河南：方贞、王敬芳；
- 陕西：李良材、郭忠清；
- 四川：蒲殿俊、何耀光、胡庸章、萧湘、罗纶、李新展；
- 浙江：汤尔和、马叙伦、陈黻宸；
- 湖南：谭延闿；
- 吉林：何印川；
- 安徽：窦以珏、陶冠禹、李国松、康达；
- 直隶：李榘、籍忠寅、齐树楷、李长生、高俊浵、张铭勋、刘春霖、王法勤；
- 贵州：杨寿篯；
- 广东：伦明、姚梓芳、黄节；
- 江苏：马相伯、沈恩孚、黄炎培、汪秉忠；
- 八旗：恒钧、文耀。[3]

其中部分人如黄炎培、蒙经、郭忠清是同盟会会员。
1911年8月，民政部批准宪友会的立案登记。31日宪友会召开了一次谈话会，内容为通报各省支部成立的情况；确定9、10月间召开大会，催促各省支部成立；在京议员每周开谈话会一次；通告各省支部拉拢资政院民选议员入会。是次会议选出黄远庸、林志钧、谢远涵、康士铎4人与辛亥俱乐部联络。

## 架构
- 主席（临时）：谢远涵
- 书记：李文熙
- 顾问：梁启超
- 常务干事：雷奋、徐佛苏、孙洪伊
- 候补常务干事：籍忠寅、李文熙、谢远涵[1]

## 纲领及规程
宪友会的《章程》刊登在《时报》1911年6月10日、11日；《支部规则》则在《申报》1911年6月20日。
根据现时资料，其奋斗目标是“发展民权，完成宪政”。政治纲领主要有以下几点：
1. 尊重君主立宪政体；
2. 督促联责内阁；
3. 整厘行省政务；
4. 开发社会经济；
5. 讲求国民外交；
6. 提倡尚武教育。

其支部规则列明支部对总部的从属关系，总部与支部间的义务和责任，入会条件等规定。

## 支部发展
- 湖南：易宗夔于7月初抵长沙后7月4日召开谈话会，当时发起人有30多人，推举廖名缙、陈炳焕、曹世昌、姜济寰、周名建、仇毅为临时干事，贝允昕、雷光宇、胡迈、谭传恺为支部章程起草人。会议确定成立大会等谭延闿回湘后举办，但谭延闿还没回来武昌起义就发生了，所以实际上并没有召开成立大会。湘潭地区也有展开准备工作。

- 山西：山西支部成立于9月17日。推举梁善济为正干事，王用霖为副干事，杜上化、刘志詹为候补干事。其他干部有李华炳、李春浦、姚树圻、刘文炳、潘恩元、徐一清、皇甫振清、李素、白志嘉、高洪、李实旭、王锦雯、李好德等人。

- 贵州：成立于9月22日，自治学社社员杨寿篯委托杨昌铭组织，9月22日召开成立大会，推举杨昌铭和杨寿篯为干事。

- 直隶：发起人李榘、齐树楷、籍忠寅、张铭勋、李长生、王法勤。10月4日召开成立会，讨论支部章程草案，选举李榘、籍忠寅为正副干事，王振尧、高俊浵、邢端、刘春霖为候补干事。

- 福建：10月7日召开发起人会议，参会者80多人。研究支部规划和会费问题，确定该支部为全省各支部的联络机关。推举刘崇佑、梁继栋起草支部章程。会议原本议定10月11日召开第二次发起人会议，因辛亥革命爆发而未能举行。

- 江苏：原定10月15日召开成立会，后因辛亥革命爆发而宣布延期。

- 江西：报纸称9月24日召开成立大会。

- 其它：据徐佛苏1911年8月31日的报告，广西、奉天、湖北等省支部均可于9月内成立。[1]

## 结局
宪友会的成立，一定程度上加强了全国立宪派的联系，并增强了他们對清政府立憲的催促力量。但宪友会实际上并未有机会真正发挥其参政议政的功能。其成立不久武昌起义发生，激进的同盟会推翻了清政府的统治。中华民国成立后，失去了“君主立宪”这个大前提的宪友会内各成员意见出现分歧，未有继续维护组织的续存，昙花一现的宪友会最终自行解体。
宪友会是不少在民国初年成立的政党和政治组织的原点，宪友会的部分成员在中华民国成立后组建政党，宪友会时期的经验一定程度上给了他们一个示范作用。1912年4月13日成立的共和建设讨论会（孙洪伊、谢远涵、汤化龙、林长民），同年5月9日成立的共和党（汤化龙、林长民）便是这样的产物。